# Tiramina
La tiramina (o, più raramente, tirammina) è una ammina derivata dall'amminoacido tirosina, per decarbossilazione catalizzata dall'enzima tirosina decarbossilasi. È una feniletilammina sostituita.
Ampiamente presente nell'organismo degli esseri viventi, viene sintetizzata per decarbossilazione della tirosina in seguito a processi fermentativi o di decomposizione batterica.
Esempi di cibi ricchi di tiramina sono rappresentati da aringhe affumicate, formaggi stagionati, yogurt, carni lavorate (fegato di pollo, salumi e insaccati), salsa di soia, vino rosso invecchiato, pesce, cioccolato, avocado, fichi, fave, minestre in busta o in scatola, banane raccolte mature (oltre a dopammina e triptammina), caffè, lievito di birra, bevande alcoliche.
Essa è anche una delle sostanze a cui sono imputati gli effetti dei postumi dell'ubriachezza. È anche una molecola responsabile di alcune forme di intolleranze alimentari.

## Fisiologia e fisiopatologia
La tiramina è un simpaticomimetico in grado di stimolare il rilascio di noradrenalina dalle vescicole neuronali causando vasocostrizione, con aumento dei battiti cardiaci e della pressione sanguigna. Un alto introito alimentare può causare la cosiddetta "risposta pressoria alla tiramina", che provoca un aumento della pressione sistolica di 30 o più millimetri di mercurio con una dose assunta di tiramina compresa tra 200-800 mg.
L'esistenza di un recettore con alta affinità per la tiramina, appartenente alla famiglia dei recettori per le ammine "traccia" accoppiato a una proteina G e denominato Trace Amine receptor 1 o TA1, suggerisce la possibilità che questa sostanza agisca da neurotrasmettitore. I recettori TA1 sono distribuiti nel cervello e in tessuti periferici quali i reni. Ciò giustificherebbe l'ipotesi che la tiramina possa anche agire in modo diretto sul controllo della pressione sanguigna.
È inoltre noto a chi soffre di emicrania di stare lontano dai cibi ricchi di tiramina sopraelencati. La maggior parte degli effetti della tiramina si esplicherebbe, infatti, attraverso il rilascio di catecolammine e serotonina che agirebbero da vasodilatatori cerebrali, con aumento della permeabilità capillare ed edema perivasale. L'edema, stirando le terminazioni nervose perivasali causerebbe mal di testa, irritabilità, fotofobia e nausea, tutti sintomi alla base della patologia emicranica.

## Metabolismo
La tiramina, come tutte le monoammine, è metabolizzata dalle monoamminossidasi e per questo motivo durante il trattamento farmacologico con Linezolid, che inibisce il catabolismo MAO-mediato da questa Amina riducendo di dieci volte il valore soglia che provoca un aumento della pressione arteriosa, è necessario limitare l'apporto alimentare di tiramina a massimo 100 mg/die. La cheese reaction è una sindrome causata dall'eccessivo accumulo di monoammine dovuto all'effetto della tiramina potenziato dall'utilizzo di farmaci antidepressivi contenenti inibitori delle monoamminossidasi (I-MAO). Clinicamente si tratta di una pericolosa ipertensione acuta, preannunciata da cefalea pulsante, associata all'ingestione di alimenti ricchi di tiramina quando si è in cura con IMAO. Un rigoroso controllo dietetico è necessario, onde evitare questo problema. Poiché la tiramina viene principalmente metabolizzata dalle MAO-A, l'utilizzo di inibitori selettivi delle MAO-B come la Selegilina, può evitare lo scaturirsi di crisi ipertensive.